# Lobas de Aguascalientes
Lobas de Aguascalientes fue un equipo de la Liga Mexicana de Baloncesto Profesional Femenil con sede en Aguascalientes, Aguascalientes, México. 

## Historia
Las Lobas de Aguascalientes debutaron en la Liga Nacional de Baloncesto Profesional Femenil en 2015 consiguiendo el 3er lugar en su año de debut.
El club hidrocálido, alcanzó el subcampeonato en la temporada 2016 en su segundo año de historia en la LNBPF, logrando el campeonato un año después, en la temporada 2017.
Logra el bicampeonato en el primer año de Liga Mexicana de Baloncesto Profesional Femenil en 2018.
Por falta de apoyo por parte de las autoridades del Instituto del Deporte del Estado, no participaron en la temporada 2019 para refrendar el título.
La temporada 2020 fue suspendida a causa de la pandemia de Covid-19.
Para la temporada 2021, las Lobas de Aguascalientes vuelven a conseguir el título, siendo éste el tercero que consiguen en su historia.
Jugaron su última temporada en 2023.

## Gimnasio
Las Lobas de Aguascalientes jugaron como locales en el Auditorio Hermanos Carreón de Aguascalientes, con capacidad para 3,000 aficionados hasta el julio de 2021.
A partir del mes de mayo de 2022 cambian de casa al Gimnasio Norberto Mena Martínez en la misma ciudad de Aguascalientes.

## Jugadores

### Roster
| Lobas de Aguascalientes Roster 2023 |    |                           |                                            |
| C U E R P O T É C N I C O           |    |                           |                                            |
| Entrenador                          |    | Bandera de México         | Yussel Giovanni Rivera Solís               |
| Asistente                           |    | Bandera de México         | César Enrique Carreón De Santos            |
| J U G A D O R A S                   |    |                           |                                            |
| Base                                | 3  | Bandera de México         | Stephany Yazmín Chávez Moreira (Inactiva)  |
| Alero                               | 4  | Bandera de México         | Andrea Medina Tostado                      |
| Base                                | 5  | Bandera de México         | María Fernanda Fausto García               |
| Ala-pívot/Pívot                     | 6  | Bandera de México         | Joselyne Lizbeth Padilla Covarrubias       |
| Alero                               | 7  | Bandera de México         | Daniela Yáñez Ponce                        |
| Escolta/Alero                       | 8  | Bandera de México         | Annel Selene Tapia Suazo                   |
| Escolta                             | 9  | Bandera de México         | Belem Adriana Rodríguez Briones (Inactiva) |
| Ala-pívot/Pívot                     | 10 | Bandera de Estados Unidos | Patrisha Angelique Lollis (Baja)           |
| Alero                               | 11 | Bandera de México         | Mónica Lizeth Delgado Cardona (Inactiva)   |
| Escolta                             | 12 | Bandera de México         | Dana Samantha Soto Antillón (Baja)         |
| Pívot                               | 13 | Bandera de México         | Carolina Romo Juárez                       |
| Escolta                             | 14 | Bandera de México         | Angélica Carrillo Mora                     |
| Ala-pívot                           | 15 | Bandera de México         | Norma Alejandra Vargas Esparza             |
| Base/Escolta                        | 17 | Bandera de Colombia       | Laura Stefanny Garrido Medina              |
| Ala-pívot                           | 18 | Bandera de México         | Diana Armas Puente (Inactiva)              |
| Alero                               | 20 | Bandera de México         | Ingrid Martínez Treviño (Baja)             |
| Escolta/Alero                       | 30 | Bandera de Estados Unidos | Ashley Nicole Hart                         |
| Base/Escolta                        | 32 | Bandera de México         | Valeria Navarrete Gallegos (Inactiva)      |
| Pívot                               | 33 | Bandera de Estados Unidos | Brittany Renee Lewis                       |
| Escolta/Alero                       | 35 | Bandera de México         | Katya Itzel Mendoza Martínez (Inactiva)    |
| = Capitán                           |    |                           |                                            |
| = Lesionado                         |    |                           |                                            |

 =  Cuenta con nacionalidad mexicana. 

### Roster 2022
Actualizado al 3 de julio de 2022.
A continuación se muestra tanto al roster de jugadoras, como al cuerpo técnico, que participó con Lobas de Aguascalientes en la LMBPF 2022.

"Temporada 2022"
| Lobas de Aguascalientes Roster 2022 |    |                           |                                          |
| C U E R P O T É C N I C O           |    |                           |                                          |
| Entrenador                          |    | Bandera de México         | Eliciel Collazo Macías (Baja)            |
| Entrenador                          |    | Bandera de Perú           | Xavier Armando Padilla Farfán            |
| Asistente                           |    | Bandera de México         | Francisco Alejandro Martínez Esparza     |
| Asistente                           |    | Bandera de México         | César Enrique Carreón De Santos          |
| J U G A D O R A S                   |    |                           |                                          |
| Ala-pívot                           | 0  | Bandera de Estados Unidos | Stephanie Gardner (Baja)                 |
| Base                                | 3  | Bandera de México         | Claudia Noemí López Hernández (Inactiva) |
| Alero                               | 4  | Bandera de México         | Andrea Medina Tostado                    |
| Base                                | 5  | Bandera de México         | Janeth Ramírez Mendoza                   |
| Ala-pívot                           | 6  | Bandera de México         | Frida Kiara García Velázquez             |
| Escolta                             | 8  | Bandera de Estados Unidos | Akeema Sherika Richards (Baja)           |
| Base                                | 8  | Bandera de Estados Unidos | Justicia Mia Castañeda                   |
| Base                                | 9  | Bandera de Bolivia        | Romina Isabel Rodríguez Torrelio         |
| Pívot                               | 10 | Bandera de Cuba           | Yayma Boulet Peillon                     |
| Alero                               | 11 | Bandera de México         | Natalia Corona Domínguez (Reserva)       |
| Base                                | 12 | Bandera de México         | Andrea Gutiérrez García                  |
| Alero                               | 13 | Bandera de México         | Sandra Saide Vargas Peraza (Baja)        |
| Escolta                             | 14 | Bandera de México         | Angélica Carrillo Mora                   |
| Ala-pívot                           | 15 | Bandera de México         | Norma Alejandra Vargas Esparza           |
| Alero                               | 16 | Bandera de México         | María Fernanda Ramírez Oropeza           |
| Alero                               | 17 | Bandera de México         | Cindy Magaly Ruvalcaba De Loera          |
| Escolta                             | 20 | Bandera de Cuba           | Lianyis Bécquer (Baja)                   |
| Alero                               | 21 | Bandera de México         | Diana Laura Landín Camarillo             |
| Escolta                             | 23 | Bandera de Estados Unidos | Kayla Marie Gabor                        |
| Escolta                             | 24 | Bandera de México         | Ingrid Martínez Treviño                  |
| Base/Escolta                        | 25 | Bandera de Estados Unidos | Donasja Scott (Baja)                     |
| Ala-pívot                           | 25 | Bandera de México         | Mónica Moguel Farrera                    |
| Base                                | 32 | Bandera de Estados Unidos | Takyra Gilbert (Baja)                    |
| Pívot                               | 44 | Bandera de Estados Unidos | Alexus Latrese Johnson                   |
| = Capitán                           |    |                           |                                          |

 =  Cuenta con nacionalidad mexicana. 

### Roster Campeón 2021
Actualizado al 29 de junio de 2021.
A continuación se muestra tanto al roster de jugadoras, como al cuerpo técnico, que participó con Lobas de Aguascalientes en su tercer campeonato en la LMBPF 2021.
"Temporada 2021"
| Lobas de Aguascalientes Roster 2021 |    |                           |                                           |
| C U E R P O T É C N I C O           |    |                           |                                           |
| Entrenador                          |    | Bandera de México         | Oswaldo Israel Zermeño Cisneros           |
| Asistente                           |    | Bandera de México         | Felipe G. Becerra del Callejo             |
| J U G A D O R A S                   |    |                           |                                           |
| Pívot                               | 1  | Bandera de México         | Maritza Noemí Espinoza Rodríguez (Baja)   |
| Escolta                             | 2  | Bandera de Estados Unidos | J'Kyra Malika Brown (Baja)                |
| Escolta                             | 3  | Bandera de México         | Dana Samantha Soto Antillón               |
| Escolta                             | 4  | Bandera de México         | Andrea Medina Tostado                     |
| Ala-pívot                           | 5  | Bandera de Estados Unidos | Jacqueline Luna Castro                    |
| Pívot                               | 6  | Bandera de Senegal        | Oumoul Khairy Sarr                        |
| Escolta                             | 7  | Bandera de México         | Paulina Rodríguez Meza (Baja)             |
| Base                                | 8  | Bandera de México         | Paola Evelyn Beltrán Araujo (Baja)        |
| Ala-pívot                           | 9  | Bandera de México         | Sandra Anahy Sánchez Paz                  |
| Pívot                               | 11 | Bandera de México         | María Begoña Faz Dávalos                  |
| Base                                | 12 | Bandera de México         | Andrea Gutiérrez García (Reserva)         |
| Alero                               | 13 | Bandera de México         | Sandra Saide Vargas Peraza                |
| Alero                               | 14 | Bandera de México         | Karla Kasandra Hernández Silva            |
| Alero                               | 16 | Bandera de México         | María Fernanda Ramírez Oropeza (Reserva)  |
| Alero                               | 17 | Bandera de México         | Cindy Magaly Ruvalcaba De Loera (Reserva) |
| Escolta                             | 20 | Bandera de Estados Unidos | Jayde Christopher                         |
| Base                                | 22 | Bandera de Estados Unidos | Hazel Yvette Ramírez Solís                |
| Escolta                             | 24 | Bandera de México         | Ingrid Martínez Treviño                   |
| Alero                               | 32 | Bandera de Rusia          | Julia Gladkova                            |
| = Capitán                           |    |                           |                                           |

 =  Cuenta con nacionalidad mexicana. 

### Roster Campeón 2018
Actualizado al 27 de mayo de 2018.
A continuación se muestra tanto al roster de jugadoras, como al cuerpo técnico, que participó con Lobas de Aguascalientes en su segundo campeonato en la LMBPF 2018.
"Temporada 2018"
| Lobas de Aguascalientes Roster 2018 |    |                           |                                |
| C U E R P O T É C N I C O           |    |                           |                                |
| Entrenador                          |    | Bandera de Cuba           | Armando Acosta Armas           |
| Asistente                           |    | Bandera de México         | Rigoberto Cortés Palomares     |
| J U G A D O R A S                   |    |                           |                                |
| Base                                | 1  | Bandera de Estados Unidos | Dyshay Kilpatrick              |
| Escolta                             | 4  | Bandera de México         | Andrea Medina Tostado          |
| Alero                               | 5  | Bandera de Estados Unidos | Carolee Dillard                |
| Escolta                             | 7  | Bandera de México         | Carmen Gabriela Saad Herrera   |
| Base                                | 8  | Bandera de México         | Paola Evelyn Beltrán Araujo    |
| Alero                               | 10 | Bandera de México         | Jeihmy Paola Pimentel Quiñones |
| Alero                               | 11 | Bandera de México         | Natalia Corona Domínguez       |
| Ala-pívot                           | 13 | Bandera de México         | Melissa Arteaga Miranda        |
| Alero                               | 14 | Bandera de México         | Ana Bertha García Covarrubias  |
| Ala-pívot                           | 15 | Bandera de México         | Paola Guadalupe González Terán |
| Base                                | 17 | Bandera de México         | Sandra Calderón Rubio          |
| Ala-pívot                           | 18 | Bandera de México         | Diana Armas Puente             |
| Ala-pívot                           | 21 | Bandera de México         | Yanet Campos Nevárez           |
| Pívot                               | 23 | Bandera de México         | Carolina Romo Juárez           |
| Escolta                             | 51 | Bandera de México         | Eunice Teresa Hernández Flores |
| = Capitán                           |    |                           |                                |

 =  Cuenta con nacionalidad mexicana. 

### Jugadoras destacadas
Por definir.